# Langley (British Columbia)
Langley ist eine Stadt im Großraum Vancouver in der kanadischen Provinz British Columbia. Langley liegt südlich des Fraser River und nördlich der Grenze zu den USA. Die Stadt hat eine Fläche von 10,22 km² und knapp 26.000 Einwohner (Stand: 2016). Im Westen grenzt Langley an Surrey, im Norden, Osten und Süden wird sie vom Distrikt Langley umschlossen.

## Geschichte
1827 wurde am Unterlauf des Fraser River durch die Hudson’s Bay Company der Handelsposten Fort Langley gegründet. Er begann als Pelzhandelsposten und wurde nach Erschöpfung der Biber- und Seeotterpopulationen auf den Fang von Lachsen und deren Konservierung umgestellt.
Südlich davon wurde das Gebiet um das heutige Langley in der zweiten Hälfte des 19. Jahrhunderts im Zusammenhang mit dem Cariboo-Goldrausch erschlossen. Zu den ersten Siedlern gehörten die Brüder William und Adam Innes, nach denen die Ansiedlung „Innes Corner“ genannt wurde. Zu Beginn des 20. Jahrhunderts wurde das Gebiet insbesondere durch die Anbindung an die Canadian Pacific Railway weiter erschlossen. 1911 erhielt es nach Errichtung einer Poststation den Namen „Langley Prairie“. Es entstanden weitere kleinere Gemeinden, die heute den Distrikt Langley bilden. In den Grenzen der ursprünglichen Ansiedlung, die eine mehr städtische Entwicklung nahm, wurde am 15. März 1955 die Stadt Langley mit etwa 2000 Einwohnern gegründet.

## Demographie
Der Zensus im Jahre 2016 ergab für die Stadt eine Bevölkerungszahl 25.888 Personen. Die Bevölkerung hat dabei im Vergleich zum Zensus von 2011 nur um 3,2 % zugenommen, während die Bevölkerung in der Metropolregion um 12,6 % und die in British Columbia um 5,0 % anwuchs.

## Politik
Langley bildet seit 1966 mit seiner näheren Umgebung (94 km², insgesamt etwa 54.000 Bewohner, Stand: 2001) einen Wahlkreis für die Legislativversammlung von British Columbia. Seit 2004 ist es das Zentrum eines Wahlbezirks (327 km², etwa 110.000 Bewohner, Stand: 2006) für die Wahlen zum Kanadischen Unterhaus.

## Klima
Laut der Klimaklassifikation nach Köppen und Geiger herrscht in Langley ein sommerwarmes Mittelmeerklima (Csb).

## Kultur und Sehenswürdigkeiten
In und um Langley gibt es mehrere Museen, Parks und weitere kulturelle und sportliche Einrichtungen. Bekannt sind die Fort Langley National Historic Site im historischen Handelsposten mit jährlich etwa 65.000 Besuchern und das Canadian Museum of Flight. 
In Langley finden seit 1997 jährlich die Autoshow Langley Good Times Cruise-In mit über 100.000 Besuchern (2007) und seit 1994 das Künstler-Event Arts Alive Festival mit über 100 Künstlern (2007) statt.
In Langley wurden Teile des US-amerikanischen Kriegsdramas Tödliches Kommando – The Hurt Locker (2008) gedreht.

## Söhne und Töchter der Stadt
- Keith Holyoak (* 1950), Kognitionspsychologe und Dichter
- Kent Fearns (* 1972), Eishockeyspieler
- Hawley Bennett-Awad (* 1977), Vielseitigkeitsreiterin
- Dallas Smith (* 1977), Singer-Songwriter
- Svein Tuft (* 1977), Radrennfahrer
- Matt Amado (* 1983), kanadisch-portugiesischer Eishockeyspieler
- Chris Heid (* 1983), Eishockeyspieler
- T. J. Mulock (* 1985), Eishockeyspieler
- Amanda Crew (* 1986), Schauspielerin
- Taylor Dakers (* 1986), Eishockeyspieler
- Jessica Hewitt (* 1986), Shorttrackerin
- Mark McNeill (* 1993), Eishockeyspieler
- Danton Heinen (* 1995), Eishockeyspieler
- Shea Theodore (* 1995), Eishockeyspieler
- Joel Waterman (* 1996), Fußballspieler
- Dennis Cholowski (* 1998), Eishockeyspieler
- Brie O’Reilly (* 1998), Volleyballspielerin
- Jacob Tremblay (* 2006), Schauspieler